# Economia Greciei antice
Economia Greciei antice s-a caracterizat printr-o puternică influență a agriculturii, fiind baza acesteia și a societății, facilitată de fertilitatea pământurilor grecești. Începând cu secolul al VI-lea î.Hr. se dezvoltă și meșteșugul și comerțul.